# Нижня Каліфорнія
Нижня Каліфорнія (ісп. Baja California [баха каліфорнія], Північна Нижня Каліфорнія; ) — штат на північному заході Мексики, в північній частині півострова Каліфорнія. Площа 69 921 км². Населення 3,315,766 осіб (2015). Адміністративний центр — місто Мехікалі.

## Географія
На півночі штату проходить державний кордон з США (штат Каліфорнія). На заході штат омивається Тихим океаном, на сході — Каліфорнійською затокою, а також примикає до штату Сонора, на півдні межує зі штатом Баха-Каліфорнія-Сюр. Площа штату складає 70 113 км² (3,57 % всієї території Мексики).

## Історія

### Перші поселенці
Перші люди з'явилися на цій території 11 000 років тому, ймовірно, рухаючись вздовж тихоокеанського узбережжя з боку Аляски. До моменту появи європейців, на півострові проживали дві основні групи корінних жителів. На півдні півострова жили індіанці племені кочимі, монки, гуайкуру і періко, на півночі — племена хоканської мовної групи: кіліві, паїпаї, кумеяй, кокопа та квечани. Ці племена по-різному адаптувалися до даної місцевості. Плем'я кочимі в центральній пустелі півострова часто кочувало і займалося полюванням і збиральництвом, а на острові Седрос на захід від півострова розвинуло непогану економіку, пов'язану з морем. На півночі півострова клімат м'якший, і більш густо населяючі цю територію племена кіліві, паїпаї і кумеяй вели там осілий спосіб життя, також займаючись полюванням і збиранням. Кокопа і квечани займалися землеробством в заплаві річки Колорадо.

### Прихід європейців
Перші європейці з'явилися на цій території в 1539 році, коли іспанський мореплавець Франсиско де Улоа справив рекогностування східного узбережжя Каліфорнійської затоки і досліджував західне узбережжя аж до острова Седрос. Інший іспанський мореплавець Ернандо Руїс де Аларкон в 1540 році висадився на східному березі півострова і досяг нижньої течії річки Колорадо, а в 1542 году Хуан Родрігес Кабрільйо закінчив рекогностування західного узбережжя. У 1602 году Себастьян Вісканьйо знову досліджував ці землі, але далі в XVII століттіе європейці цей півострів майже не відвідували.
Єзуїти заснували тут свою першу колонію в 1697 році, на місці нинішнього містечка Лорето. За наступні десятиліття вони значно поширили свій вплив на більшу частину сучасного штату Баха-Каліфорнія-Сюр. У 1751—1753 роках хорватський єзуїт, місіонер Фердинанд Кончак здійснив подорож на північ півострова, на територію нинішнього штату. Місії єзуїтів (редукції) серед кочимі були послідовно засновані в Санта-Гертрудіс, (1752), Сан-Боржа (1762) і Санта-Марія (1767).
Після переслідування єзуїтів з боку іспанської корони в 1768 році недовге францисканське управління (1768—1773) заснувало лише одну редукцію Сан-Фернандо-Велічата (San Fernando Rey de España de Velicatá). У 1769 році експедиція Гаспара де Портола і Хуніперо Серра вперше провела повномасштабне дослідження земель північного заходу штату і заснувало місію Альта-Каліфорнія в районі сучасного Сан-Дієго (США).
Домініканці взяли управління над місіями в 1773 році. Вони також заснували ряд нових місій серед кочимі на півночі і юманс на заході.

### XIX і XX століття

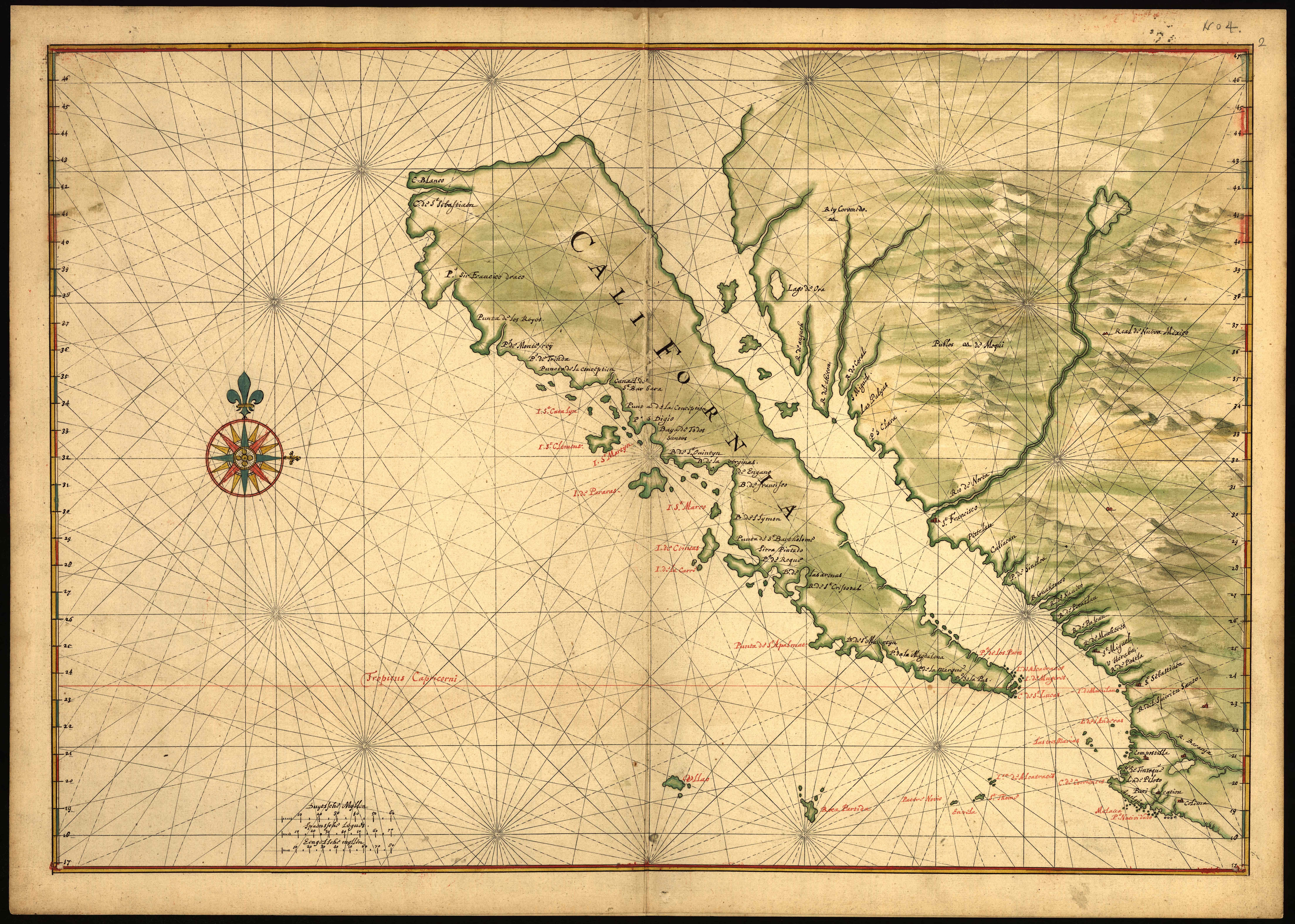
Півострів Каліфорнія (бл. 1650-х років

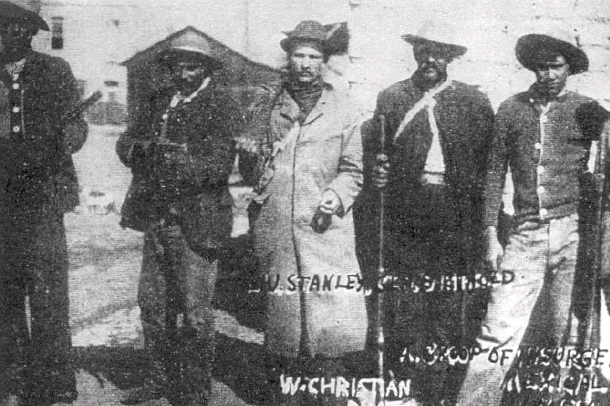
Магоністамі в Мехікалі (1911)

У 1804 році Каліфорнії були розділені на Верхню (Alta) і Нижню (Baja) по межі францисканської і домініканської місій. Після завоювання Мексикою незалежності, Каліфорнії були включені до її складу. У 1850 році Верхня Каліфорнія анексована Сполученими Штатами. У 1853 році солдат удачі Вільям Вокер захоплює місто Ла-Пас і оголошує себе президентом республіки Південна Каліфорнія. Мексиканський уряд змушує його відступити через кілька місяців. У 1884 році Луїс Хюллер і Джордж Х. Сіссон отримують концесію, на розширення території, обіцяючи розвивати їх. У 1905 році на цій території утворено «Революційний робочий союз» під керівництвом Рікардо Флорес Магона, прихильників якого називали магоністамі. У 1911 році міста Мехікалі і Тіхуана захоплені Ліберальною партією Мексики, але незабаром звільнені федеральними військами. У 1930 році Нижня Каліфорнія розділилася на Північну і Південну території. У 1931 Нижня Каліфорнія, північна її частина, стала федеральної територією. 1 вересня 1951 року президент Мігель Алеман у своєму звіті оголосив, що Північна територія Баха Каліфорнія відповідає умовам штату, які передбачені у другій частині 73-ї статті Конституції Мексики. З цього часу виконавча влада почала сприяти створенню нового штату Баха Каліфорнія. 16 січня 1952 Мігель Алеман видав указ (затверджений Конгресом 31 грудня 1951), в якому згідно 43 та 45 статті Конституції Баха-Каліфорнія стає 29-м штатом Мексики. 23 вересня 1952 року до Палати депутатів було направлено ряд додаткових положень для внесення їх до конституції штату. 16 серпня 1953 року була оприлюднена перша Конституція штату. Територія на південь від 28 ° пн. широти залишається під федеральним управлінням. Першим губернатором штату став А. Гарсія Гонсалес (Alfonso García González) від право-соціалістичної Інституційно-революційної партії (PRI). У 1974 році Південна територія стає 31-м мексиканським штатом (Баха-Каліфорнія-Сюр). У 1989 році Ернесто Руффо Аппель стає першим з часів Мексиканської революції губернатором штату, що не належить до правлячої Інституційно-революційної партії, таким чином, до влади прийшла консервативна Партія національної дії (PAN), яка не випускала з тих пір влади зі своїх рук.

## Населення
Населення штату становить 3 155 070 осіб (дані 2010 року), що набагато більше, ніж в сусідній Нижній Каліфорнії Південній. Понад 75 % населення штату проживає в його столиці, місті Мехікалі, а також найбільш густонаселеному місті штату Тіхуані. Обидва ці міста розташовані близько до території США. Іншими великими населеними пунктами штату є міста Енсенада, Сан-Феліпе, Плайас-де-Розаріто і Текате. Населення штату становлять не тільки метиси іспанського і індіанського населення, але також невеликі групи європейців, вихідців з Східної Азії, Близького Сходу і Африки.
Місцеві жителі називають себе «качанілья» (cachanilla) на честь рослини, з якої перші поселенці будували свої халупи, і яка володіє специфічним запахом.

### Міста і населені пункти
Найбільші міста штату Нижня Каліфорнія:
- Мехікалі (855 962 особи)
- Росаріто (56 877 осіб)
- Гуадалупе-Вікторія (14 861 осіб)
- Лос-Альгодонес (4021 осіб)
- Ла-Румороса (1615 осіб)
- Сан-Кінтін (5021 осіб)
- Сан-Феліпе (14 831 особа)
- Текате (91 034 осіб)
- Тіхуана (1 286 187 осіб)
- Екс-Ехідо-Чапультепек (7055 осіб)
- Енсенада (460 075 осіб)

## Адміністративний поділ

Адміністративна мапа Мексики.

Адміністративна мапа штату Нижня Каліфорнія.

В адміністративному відношенні ділиться на 5 муніципалітетів:
| INEGI код | Муніципалітети (рос.) | Муніципалітети (ориг.) |
| --------- | --------------------- | ---------------------- |
| 001       | Енсенада              | (Ensenada)             |
| 002       | Мехікалі              | (Mexicali)             |
| 003       | Текате                | (Tecate)               |
| 004       | Тіхуана               | (Tijuana)              |
| 005       | Плаяс-де-Росаріто     | (Playas de Rosarito)   |

## Економіка
Основними галузями економіки є експортно-орієнтовані виробництво і збірка, готельний бізнес і туризм, а також сільське господарство, тваринництво і рибальство. Що стосується інфраструктури, то штат має хороші шосейні дороги, залізниці, морські порти і аеропорти. Близькість до американського ринку привела до розвитку численних дрібних складальних виробництв (maquiladoras), які постачають свою продукцію на експорт на американський ринок. Підписання в 1992 угоди про вільну торгівлю з США (NAFTA) привели до зміцнення економічних зв'язків з США і Канадою. Варто відзначити, що третина всіх макіладорас знаходяться саме в Нижній Каліфорнії. Основні галузі промисловості включають: електронна, текстильна, хімічна, деревообробна і автомобільна промисловість.

## Герб
Герб штату представляє собою фігурний щит із золотою облямівкою прикрашеною хвилями, які обтяжені двома рибами, що символізують два узбережжя Нижньої Каліфорнії і рибальство. Центральне місце щита займає фігура священика з розпростертими руками, який дивиться на сільськогосподарські і промислові ландшафти. Священик символізує перших місіонерів, які почали селитися на території сучасного штату і поширення Євангелія. У верхніх кутах щита є зображення жінки і чоловіка, які тримають один одного за руки, в яких — пучки світла, як символ народної влади. У жіночих руках хімічні та вимірювальні прилади та інструменти, в руках чоловіка книга — символ культури і освіти. Також в щиті зображені гори, як символ гірничої промисловості, річка Колорадо і піски пустелі Сонора. Вінчає герб золоте сонце, що сходить, на якому написаний девіз Trabajo y Justicia Social, який в перекладі з іспанської означає «Праця і Соціальна Справедливість». Герб був прийнятий 27 вересня 1956 року. Штат Нижня Каліфорнія не має офіційно затвердженого прапора. Часто використовується біле полотнище із зображенням герба в центрі.

## Пам'ятки
- Наскельні малюнки Нижньої Каліфорнії
- Мексиканська національна астрономічна обсерваторія